# 蔡富丞
蔡 富丞（さい ふじょう、ツァイ・フーチェン、英語: Tsai Fu-cheng、2005年11月6日 - ）は、台湾の男子バドミントン選手。

## 経歴
2023年の世界ジュニア選手権では、決勝で馬尚 / 朱一珺に敗れ準優勝となった。
2025年のUSオープンで同胞ペアを次々やぶり優勝。19歳ペアがBWFワールドツアータイトルを獲得する快挙を達成。